# Henry Petty-Fitzmaurice, 3. Marquess of Lansdowne

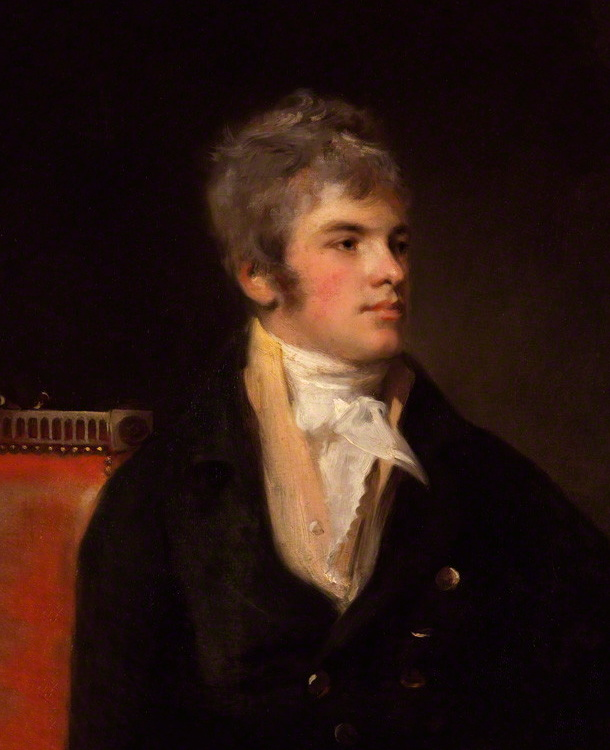
Henry Petty, 3. Marquess of Lansdowne, um 1805

Henry Petty-Fitzmaurice, 3. Marquess of Lansdowne KG PC FRS (* 2. Juli 1780 im Lansdowne House, London; † 31. Januar 1863 in Bowood House, Wiltshire, England) war ein britischer Staatsmann.

## Biografie
Er wurde als Henry Petty geboren und war das zweite von drei Kindern des William Petty, 1. Marquess of Lansdowne (1737–1805) und seiner zweiten Ehegattin Lady Louisa FitzPatrick (1755–1789), einer Tochter des John FitzPatrick, 1. Earl of Upper Ossory. 1801 schloss er sein Studium am Trinity College der University of Cambridge als Master of Arts ab.
1802 wurde erstmals als Abgeordneter ins House of Commons gewählt. Von 1802 bis 1806 war er Abgeordneter für den Wahlkreis Calne, 1806 bis 1807 für die University of Cambridge und 1807 bis 1809 für Camelford. 1805 gehörte er zu den führenden Kritikern des Ersten Lords der Admiralität, Henry Dundas, der in den Verdacht geraten war während seiner Amtszeit als Schatzmeister der Royal Navy Gelder veruntreut zu haben. Im Februar 1806 wurde er von Premierminister William Grenville zum Schatzkanzler in dessen Kabinett ernannt und bekleidete dieses Amt bis März 1807. Beim Tod seines Halbbruders John Petty, 2. Marquess of Lansdowne wurde er 1809 dessen Nachfolger als 3. Marquess of Lansdowne. Er wurde dadurch Mitglied des House of Lords und schied aus dem House of Commons aus.
1818 erbte er von seinem kinderlosen Onkel zweiten Grades, Francis Thomas-Fitzmaurice, 3. Earl of Kerry (1740–1818), den Titel 4. Earl of Kerry und ergänzte daraufhin seinen Familiennamen zu „Petty-FitzMaurice“.
Er galt als Liberaler (Whig) und wurde im Juli 1827 Innenminister im Kabinett von George Canning. Danach war er von 1829 bis 1831 Rektor der University of Glasgow. Zwischen November 1830 und 1834 war er Lord President of the Council in den Kabinetten von Charles Grey sowie William Lamb und in dieser Funktion mitverantwortlich für die Verabschiedung der Wahlrechtsreform von 1832.
Nach einer kurzen Unterbrechung wurde er im April 1835 erneut Lord President of the Council im Kabinett von Premierminister William Lamb und behielt dieses Amt bis August 1841. Für seine Verdienste wurde er 1836 als Knight Companion in den Hosenbandorden aufgenommen.
Im Juni 1846 wurde er von Premierminister John Russell abermals zum Lord President of the Council berufen und übernahm dieses Mal bis Februar 1852 zugleich das Amt des Führers des Oberhauses (Leader of the House of Lords). Sowohl im Februar 1852 als auch im Februar 1855 lehnte er die Bildung einer Regierung ab und verzichtete damit auf das Amt des Premierministers.
Der Marquess of Lansdowne interessierte sich darüber hinaus für Kunst sowie Literatur und ließ zur Erinnerung an seine Vorfahren 1845 das Lansdowne Monument in der Nähe des Cherhill White Horse errichten.